# Тромб

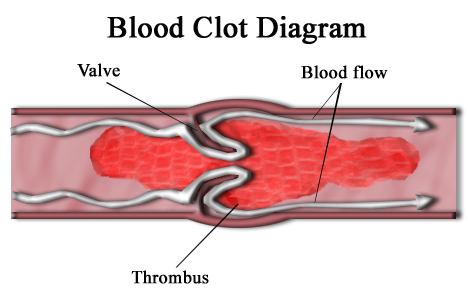
Діаграма венозного тромбу.

Анімаційне зображення формування кров'яного згустка в вені.

Тромб — прижиттєвий згусток крові, що утворюється у кровоносних судинах. Складається з фібрину та клітин крові. Утворюється внаслідок патологічних змін стінок судин або змін властивостей крові. Процес утворення тромбу називають тромбозом.

## Класифікація
Морфологічно:
- білий тромб (переважають тромбоцити)
- червоний тромб (переважають еритроцити)
- змішаний тромб

За розташуванням бувають:
- пристінкові (частково зменшують просвіт судини)
- закупорювальні
- мігруючі (розносяться з током крові по судинному руслі)

У нормі через 5-10 хвилин після пошкодження судини на поверхні рани внаслідок осідання крові утворюється кров'яний згусток — тромб. Він закупорює судину і припиняє кровотечу.

## Профілактика
Щоб запобігти можливому розвитку тромбу, необхідно стежити за своїм здоров'ям і своєчасно лікувати захворювання, що призводять до формування тромбів. Зокрема, для профілактики тромбів вен необхідно своєчасно звертатися до флеболога з такими захворюваннями, як варикозне розширення вен ніг і хронічна венозна недостатність. Перші ознаки цих захворювань — тяжкість і набряки в ногах, болі в ногах, втома до кінця дня, судоми, варикозні розширені вени на ногах або судинні зірочки.